# A-yan
『a-yan』（ええやん）は、読売テレビで2020年12月11日から2021年9月17日まで、月1回金曜の16時台に生放送されていた生活情報番組である。

## 概要
「衣」「食」「住」といった、生活に密着する項目をメインとして、巷で話題となっている商品やサービスのほか、旅の提案や映画、イベント等のエンタメ情報を紹介していた。
MCを務める林マオが生放送のレギュラー番組に出演するのは、2020年7月まで担当していた『情報ライブ ミヤネ屋』以来であり、メインMCとしては初めてとなる。
放送時間は、初回（第1回）は後座番組『かんさい情報ネットten.・第1部』が16:47開始であったため、15:50 - 16:47。第2回からは15:50 - 16:50に放送されており、本番組放送日に限り2021年1月4日より通常時ネットの『news every.・第1部』（日本テレビ制作）は臨時非ネットに変更された。なお、林は2020年9月28日から10月2日（9月30日を除く）まで、『news every・第1部』の臨時ネット期間中に「関西の天気」（関西ローカルパート）を担当していた。
2021年10月からは、放送時間を月1回の木曜10:25からに変更し、タイトルも『ツキいちanna』と改めリニューアルする。

## 出演者
- 林マオ（読売テレビアナウンサー） - MC[2]
- 大野晃佳（読売テレビアナウンサー） - アシスタント
- 桂あおば - エンタメ情報
- 蓬莱大介 - 天気情報（同日の『かんさい情報ネットten.』を兼務）